# Jean-Maurice Mourat
Jean-Maurice Mourat, né le 23 mars 1946 en Vendée, est un guitariste de musique classique et un ancien directeur de conservatoires de musique. Il écrit pour la guitare mais aussi pour d'autres instruments (flûte, piano...). Il est l'auteur de plusieurs retranscriptions pour flûte et guitare. Ses œuvres sont éditées chez six éditeurs français et un éditeur canadien. Il est également l'auteur d'ouvrages pédagogiques sur la guitare. 

## Formation
Jean-Maurice Mourat commence ses études musicales dans sa ville natale, Luçon (Vendée), par le solfège et le piano. Il entreprend ensuite l’étude de la guitare jazz et classique en autodidacte, tout en poursuivant ses études de solfège au conservatoire de La Roche-sur-Yon, où il commence l'étude d'un nouvel instrument : la clarinette. À Paris, sa rencontre avec le guitariste italien Oscar Ghiglia, assistant d’Andrés Segovia, lui permet de s’investir totalement dans l’étude de la guitare classique qu’il perfectionnera avec le virtuose brésilien Turibio Santos. Parallèlement à l’instrument, il commence des études d’écriture avec le compositeur Christian Gouinguené, qu’il perfectionnera plus tard avec Yvonne Desportes, compositeur et ex-professeur du Conservatoire national de musique de Paris. Puis il étudie le tuba avec Gérard Pérez, de la Garde républicaine. Enfin il entreprend l’étude du luth, qu’il joue en solo, avec orgue ou clavecin ou avec orchestre.

## Méthodes pédagogiques
Oscar Ghiglia est incontestablement à l’origine des réflexions pédagogiques qui conduisent Jean-Maurice Mourat à se consacrer à l’amélioration des conditions d’enseignement des classes de guitare. C'est ainsi qu'en 1972, il publie à compte d'auteur la méthode, Ma guitare mon amie, qu’il peaufine en collaboration avec quelques collègues intéressés par cette expérience. Puis, l’aboutissement de ce projet se concrétise en 1973 par la parution de sa méthode, Six cordes… une guitare, aux éditions Billaudot, dans laquelle il développe le plaisir musical que l’élève découvrira dans l’étude, mais aussi l’intérêt que le professeur trouvera à l’enseigner. Cet ouvrage, présenté en quatre langues, est toujours utilisé après plus de 30 ans et de multiples tirages. En 1992, et sur les instances pressantes de l’éditeur, Six cordes… une guitare se verra ajouter une suite en deux volumes traitant de l’étude de toutes les positions, mais aussi des techniques de niveau supérieur.
Devant une forte demande de candidats guitaristes de plus en plus jeunes, et que l’on accepte à l’instrument sans aucune notion de théorie musicale, ses collègues l’incitent à écrire une méthode encore plus simple, adaptée aux moins de dix ans. En 1980 paraît cet ouvrage, qui curieusement plébiscité par les adultes débutants, enseigne la formation musicale conjointement avec l’étude rudimentaire de la guitare ; il est intitulé Guitariste… et vous ?. Tout comme Six cordes… une guitare, cette méthode enfantine, dont la page de couverture est traduite également en japonais, comporte de nombreux duos, accoutumant l’élève, dès les premières notes, à se former sans effort à la musique de chambre.
La rapide renommée acquise par la méthode Six cordes… une guitare, attire les regards du Consortium Musical - Éditions Combre, qui l’invite à entrer dans sa collection des classiques : Le Piano classique ; La Flûte classique, Le Violon classique, etc. Cette commande qui le contraint à entreprendre une importante recherche d’œuvres originales écrites pour le luth, la vihuela et la guitare, le conduit à consulter les bibliothèques de divers pays européens. Le résultat de plusieurs années de travail donnera naissance aux volumes A, publié en 1976,, puis B, C et D de La Guitare classique. Cette recompilation d’œuvres écrites pour les trois instruments précités, mais aussi enrichie de transcriptions d’œuvres pour harpe, clavecin et piano, couvre une période de huit siècles : du XIIe siècle au XXe siècle. Arrangés de manière progressive, doigtés avec le plus grand soin, ces volumes, divertissants pour l’étudiant, conquièrent rapidement le marché européen, avec des ventes annuelles atteignant les 10 000 exemplaires. Cette suite d’ouvrages ne manquera pas d’inspirer ses collègues, dans les recueils qui se publieront à partir des années 1980.
Orienté avant tout vers la pédagogie, ce labeur est semé de nombreuses compositions personnelles, et dans lesquelles il prend un soin tout particulier à développer une ligne mélodique de nature à satisfaire le plaisir auditif des élèves. Ainsi, de nombreuses études et autres pièces de caractère didactique verront le jour. Toujours pour son instrument, il compose des œuvres de guitare destinées au soliste et à la musique de chambre, mais n’oublie pas pour autant les autres instruments. 
À ce travail de compositeur, s’ajoute celui d’arrangeur pour lequel les éditions Billaudot l’invitent à diriger la collection « Flûte et guitare », auprès de noms prestigieux comme Jean-Pierre Rampal, Maurice André, Lily Laskine, etc., collection dans laquelle il publiera pour ce duo, plus de 70 transcriptions. Nommé également directeur de la collection « La guitare », il invitera de nombreux compositeurs à écrire pour ces deux collections afin d’élargir le répertoire de son instrument.
Par la suite, ce sont les éditions, Hortensia (Leduc), Dubois et Transatlantiques qui lui proposent de publier ses pièces pédagogiques et ses œuvres de concert. Chez ce dernier éditeur, il connaît depuis la parution de son recueil, 14 mini-études, une grande popularité aux États-Unis.

## Activité de concertiste de musique de chambre sur la guitare et sur le luth
Parallèlement à l’enseignement et à l’édition, il développe une importante activité de concertiste. Après quelques récitals, il s’oriente vers la musique de chambre et forme un duo avec le flûtiste Pierre Lambert. Dans cette formation, il se produira en Europe huit années consécutives. Puis il crée avec Jacques Ballot le Duo guitare et flûte de Paris ainsi que le Trio de guitare de cette même ville, avec Nadine Gibiat et Gérard Verba. Il participe aux musicholiers pour donner en duo avec la flûte, ou le violon ou la viole de gambe, des concerts scolaires à Paris et en province, et où il se produira également sur le luth. Il joue régulièrement avec le quatuor à cordes, ainsi que dans la formation luth–clavecin, guitare–piano, avec les pianistes Geneviève Méfano, Martine Lablée, Pierre Bouiller, et la claveciniste Michèle Delfosse. Avec cette dernière, il donnera plusieurs concerts au Maroc.
Avec le luth, qu’il étudie en autodidacte, il est nommé soliste de l’Orchestre de Viroflay, composé de musiciens de l’Orchestre national de France, et dirigé par Jean Verdier, lui-même violoniste et altiste de cet orchestre. Dans cette formation, et dans les concertos de Vivaldi, il joue avec le flûtiste Jean-Louis Beaumadier. Avec son chef, Daniel Martinez, violon solo à la Garde Républicaine et premier violon à l’Opéra de Paris, il crée ensuite l’orchestre du Val d’Orge. Avec cet ensemble, il se produira régulièrement en soliste sur le luth et sur la guitare. Sur le luth élisabéthain et sur l’archiluth, il sera invité à donner des récitals dans les lieux historiques de l’Andalousie. Le hasard d’une rencontre avec le flûtiste virtuose, Guy Cottin, se concrétise par des concerts, des interventions musicales scolaires, ainsi que des stages et une collaboration aux éditions Billaudot et Combre.
Sur le luth et sur la guitare, il se produit en Espagne avec l’organiste-claveciniste andalou, Antonio Linares-Lopez. Ce dernier enregistrera sur un compact disc, Chant de Noël de Jean-Maurice Mourat écrit pour orgue. Ce CD fut réalisé pour la Chapelle royale de Grenade, sur l’orgue de laquelle il fut enregistré. Avec Linares, il enregistre un CD dans la basilique du XIIe siècle, du monastère bénédictin d'Estíbaliz au Pays basque espagnol.
- 1970-1973, Sur la clarinette, participe aux concerts de l’harmonie d’Antony.
- 1974-1982, Collabore, sur le tuba, aux concerts de l’harmonie d’Antony.
- 1977-1983, Concerts avec le flûtiste Jacques Ballot (Duo guitare et flûte de Paris).
- 1978-1980, Concerts scolaires aux musicholiers.
- 1979-1982, Concerts avec le Trio de guitare de Paris.
- 1981-1985, Concerts en soliste sur le luth, avec l’Orchestre de Viroflay.
- 1983-1990, Concerts dans la formation luth et clavecin, guitare et piano.
- 1984, Concerts au Maroc avec la claveciniste Michèle Delfosse.
- 1985-2002, Concerts avec le flûtiste Philippe Neureuter.
- 1987-1993, Concerts en soliste avec l’orchestre du Val d’Orge.
- 1988-1993, Concerts avec le flûtiste Guy Cottin.
- 1989-2004, Concerts de musique ancienne avec l’organiste Antonio Linares López.
- 2003, Expositions et concerts en Andalousie.
- 2004-2010, Master class, concerts, recueils La flûte et guitare classique, disques….
- 2011 Concerts, Master class, expositions, compositions.

## Création et direction du festival international de musique d'Espalion (FIME)
En 1975, il crée un stage musique d'été dans l’Aveyron. Très tôt, il y incorpore le quatuor à cordes afin de permettre, à la guitare et à la flûte, de travailler la musique de chambre en plus de la technique. C’est ainsi que le stage se transforme, dès la troisième année, pour devenir le FIME, ou Festival international de musique d'Espalion, après y avoir introduit le stage de guitare de Gérard Verba, avec lequel il fondera le concours international de guitare de cette même ville.
En 1979, il se déplace à Lyon, où l’usine de cordes Savarez lui propose de collaborer, par de nombreux tests, à l’amélioration de ses produits pour guitare. Pour cette marque, il participe également à l’élaboration de cordes performantes, tant sur la puissance que sur la qualité du timbre, par l’utilisation de matériaux révolutionnaires. Depuis cette date, il est sponsorisé par Savarez, et représente chez eux, un des guitaristes français de renommée mondiale, participant à la publicité de cette marque.

## Publications
Les éditions Filipacchi le contactent pour rédiger dans leur revue, Guitare magazine, une rubrique mensuelle. De 1981 à 1983, il y écrira des reportages sur les luthiers, sur ses collègues concertistes, ainsi que des critiques de concerts, des tests de guitares classiques, et naturellement sur tout ce qui se rapporte à son instrument.
Les éditions V.E.P. (Vidéo Édition Production) lui proposent, ainsi qu’au clarinettiste Guy Danguin, professeur au CNSM et clarinette solo à l’Orchestre national de France, une expérience totalement inédite à l’époque : enregistrer un cours vidéo en format VHS. Sur un plan mondial, ils furent des pionniers en proposant ce cours audio-visuel qui reçut une critique favorable par la presse spécialisée (1981-1982).
En 1984, il entre dans la collection “À propos… ” des éditions Billaudot, avec l'ouvrage intitulé À propos… de la guitare. Dans ce livre, il écrit l’histoire résumée de la guitare classique, de ses origines à nos jours, mais aussi celle de la guitare flamenca, de la guitare folk et de la guitare jazz. De plus, il incorpore un bref aperçu des possibilités techniques de l’instrument – à l’intention des compositeurs non guitaristes – ainsi que des notions de musique contemporaine et de musique de chambre.
- 1985, Publication de la collection “La Guitare au XIXe siècle”, aux éditions Billaudot.
- 1985, Publication de la collection Les Grands Maîtres, aux éditions Combre.
- 2012 Nouvel éditeur, Productions d'OZ au Québec.
- 2013 Nouvel éditeur parisien, Sempre Più[7].

## Enregistrements
Mis à part les émissions de radio et de télévision européennes où il est invité, Jean-Maurice Mourat enregistre en 1975 son premier disque dans la formation flûte et guitare, avec le Vendéen Pierre Lambert. Quelques années plus tard, les éditions Arion le contactent pour lui demander de graver deux disques pour guitare seule. Il enregistre ensuite trois autres disques compacts pour les éditions Combre, dont un avec le flûtiste Guy Cottin.
- 1976, Enregistre son premier disque flûte et guitare, éditions DML.
- 1982, Enregistre son premier disque aux éditions Arion.
- 1986, Enregistre son deuxième disque aux éditions Arion.
- 1990, Enregistre son premier disque aux éditions Combre-Lemoine.
- 2000, Enregistre son deuxième disque aux éditions Combre-Lemoine.
- 2009, Troisième CD avec le flûtiste Guy Cottin, éditions Combre-Lemoine.
- 2014, Enregistrement d'un CD de luth aux éditions Euterpe Records.
- 2015, Enregistrement d'un CD flûte et guitare avec Ph. Neureuter, aux éditions Euterpe Records
- 2015, Enregistrement d'un CD de guitare seule, aux éditions Euterpe Records
- 2016, Enregistrement d'un CD de musique de chambre et un CD de guitare seule.
- 2016, Enregistrement d'un CD de ses œuvres jouées à la Fundación Segovia de Linares.
- 2017, Enregistrement d'un CD de guitare dédié à J.S. Bach, aux éditions Euterpe Records.
- Œuvres pour guitare et instruments – José Luis Morillas, guitare ;  Eduardo Inestal et Joaquín Clerch, guitares ; Atsuko Neriishi, violon ; Javier Castiblanque, flûte ; Mery Coronado, violoncelle ; Héctor Eliel Márquez, piano (2019, IBS 232019) (OCLC 1196047897)

## Activités en Andalousie
De 1991 à 1993, il se passionne pour l’informatique musicale, dans le but d’écrire lui-même, sur l’ordinateur, ses propres compositions. Ses connaissances, acquises en solitaire, le mèneront jusqu’au Sud de l’Espagne, où la Junte d'Andalousie l’invite pour la formation des professeurs de ses conservatoires de musique. Dans cette partie de l’Espagne, il donnera également des master-class ainsi que des cours pédagogiques et théoriques pour la préparation des candidats à “l’oposición de guitarra”, l’équivalent espagnol du C.A. des guitaristes français. 
En 1997, Raul Segura, directeur du conservatoire supérieur de musique de Grenade en Andalousie, lui commande 12 compositions pour voix et piano, en vue de les incorporer dans les livres de solfège destinés aux conservatoires andalous.
- 1994-2001, Récitals sur le luth en Andalousie.
- 1995-2000, Sollicité pour des cours d’informatique musicale et des master-class.
- 1997, Composition des 12 leçons pour les solfèges des conservatoires de l’Andalousie.
- 1998-2001, Donne les cours de formation pédagogique des candidats au C.A. espagnol.
- 1999, Donne plusieurs conférences à la faculté de musicologie de Grenade.

## Décorations
Au cours de sa carrière de musicien, Jean-Maurice Mourat se voit remettre diverses décorations, en commençant par la ville de Schwabach en Allemagne, à la suite d'une tournée de concerts en 1976. En 1988, le maire de Torredonjimeno en Espagne lui donne la médaille du Blason d’or de sa ville. En 1989, le maire de Sainte-Geneviève-des-Bois lui remet la médaille de sa ville, en reconnaissance du travail pédagogique effectué dans son conservatoire, mais aussi en regard de l’activité musicale développée dans sa ville.
En hommage à son travail pédagogique, reconnu bien au-delà des frontières de l’hexagone, il est nommé  en 1990 par le Ministre de l'Éducation nationale, chevalier dans l’Ordre des Palmes académiques. En 2001, il est promu officier dans le même Ordre.
En 2002, à la suite du concert qu'il donne avec le flûtiste Philippe Neureuter dans le cadre du Festival des Musiques Océanes en Vendée, le maire de Luçon lui remet la médaille de sa ville en hommage à son parcours musical. À cette occasion, il est invité à inaugurer la nouvelle salle de concert Georges-Millandy de cette même ville.
Le 29 février 2012, la ville de Linares et la Fondation Andrés Segovia lui remettent la grande médaille Andrés Segovia, pour sa carrière pédagogique et de compositeur d'une part, mais aussi pour le remercier du concerto qu'il écrivait pour les 25 ans de la mort du Maestro Segovia à Linares.

## Activités picturales
En dehors de son activité musicale, Jean-Maurice Mourat se consacre également une de ses passions depuis la fin des années 1980 : la peinture. Cette carrière parallèle s’est concrétisée par de nombreuses expositions à Paris, en province ainsi qu’à l’étranger, répertoriant plus de 150 toiles, de 1988 à 2003. Ses vernissages, au cours desquels il joue seul ou en musique de chambre, sont toujours très remarqués.

## Carrière dans l'enseignement
En 1967, il commence l'enseignement de la guitare à Paris et en région parisienne. En 1972, et jusqu'à 1993, il dirige deux conservatoires. 
Son activité de professeur débute par l’enseignement de la guitare dans une école de musique de Paris ainsi qu’au conservatoire du XIIIe arrondissement. Il est ensuite sollicité comme professeur pour l’ouverture de plusieurs classes de guitare en région parisienne. Parallèlement, on lui propose la direction du conservatoire de musique de Grigny qu’il assumera pendant 16 ans. Huit ans après cette nomination, on lui demande d’assumer conjointement, la restauration et la direction d’un second conservatoire où il restera treize ans, après avoir fait agréer son établissement par le ministère des Affaires culturelles. En plus des concerts, il se consacre à la composition et à la pédagogie, dotant les conservatoires de musique d’un important répertoire pour la formation des guitaristes. Enfin, il est invité en tant que jury dans les divers conservatoires de Paris, de région parisienne et de province. Les concours nationaux et internationaux sollicitent régulièrement sa présence pour présider aux délibérations. En 1981, Maurice Gévaudan, alors président de la FUCMU, Fédération nationale des conservatoires de musique, l’invite à représenter la France au Congrès européen des écoles de musique, qui se déroulait cette année-là à Eisenstadt, ville de Haydn, en Autriche.

### Postes de professeur de guitare
- 1966-1970, professeur de guitare à Paris, au conservatoire du XIIIe arrondissement.
- 1967-1987, création et professeur du conservatoire d’Antony, dans les Hauts-de-Seine.
- 1969-1970, création et professeur à l’école de Viry-Châtillon, en Essonne.
- 1970-1975, création et professeur aux conservatoires de Saint-Michel-sur-Orge et de Grigny.
- 1973-1974, professeur au conservatoire municipal de musique de Palaiseau en Essonne.

### Postes de directeur de conservatoire
- 1972-1988, Directeur du conservatoire municipal de musique de Grigny.
- 1980-1993, Directeur du conservatoire agréé de musique de Sainte-Geneviève-des-Bois.

## Œuvres

### Méthodes et recueils
- Méthodes de guitare (Éditions Billaudot)
  - Guitariste ... et vous ?
  - Six cordes, une guitare,
    - volume I : technique de base
    - volume II : études des positions
    - volume III : technique supérieure
- Recueils d’œuvres pour guitare (Éditions Combre-Paris)
  - La guitare classique vol. A  (avec CD)
  - La guitare classique vol. B  (avec CD)
  - La guitare classique vol. C
  - La guitare classique vol. D (nouvelle version)
- Nouvelle collection d’œuvres pour guitare (Éditions Combre)
  - Les classiques à la guitare vol. 1  (avec CD)
  - Les classiques à la guitare vol. 2
- recueil pour duos de guitares (Éditions Combre)
  - Les nouveaux duos (48 duos de guitares)
- Recueil pour duos flûte et guitares (avec Guy Cottin - Éditions Combre)
  - La flûte et guitare classique, vol. A (avec CD)
  - La flûte et guitare classique, vol. B
- Collection d’œuvres du xixe siècle pour guitare (Éditions Billaudot)  
  - La guitare au XIXe siècle -volume 1
  - La guitare au XIXe siècle -volume 2
  - La guitare au XIXe siècle -volume 3
  - La guitare au XIXe siècle -volume 4
  - La guitare au XIXe siècle -volume 5
- Collection « Les Grands Maîtres », pour guitare (Éd. Combre)
  - Angleterre
  - Espagne
  - Italie
  - France -  volume 1
  - France -  volume 2
  - Allemagne - volume 1
  - Allemagne - volume 2

### Pour guitare seule
- Collection « La Pléiade » (Éditions Combre)
- Voyelles
  - “A”némone
  - “E”glantine
  - “I”ris
  - “O”rchidée
  - “U”lmaire
  - “Y”ucca
- Colection « D’œuvres commentées » (Éditions Combre)
  - 12 Études - volumes 1 et 2
  - 12 Études - volumes 3 et 4
  - Traveling
- Diverses œuvres (Éditions Combre)
- Los muñecos (pseudo. E. Roberto)
  - el pelele
  - el títere
  - el mendigo
  - el patapalo
  - la bailarina
- « La guitare bucolique » (pseudo. G. Robin Perreau)
  - Berceuse
  - Malagueña
  - Habanera
  - Valse lente
  - Menuet
  - Sur un thème célèbre
- Prélude baroque
- Prélude romantique
- Trois esquisses
- Introduction et danse
- Placeta San Mauricio
- Effluves d’un parfum d’antan
- Duendes del molino (desde el Darro al Albaicín)
- « Dorienne »  (pseudo. G. Robin Perreau)
  - Prélude
  - Allemande
  - Sarabande
  - Courante
  - Gigue
- Cielo de Granada
- « Petite suite à l’ancienne »
  - Prélude
  - Courante
  - Sarabande
  - Menuet
  - Gigue
- Torredonjimeno
- 44 Divertissements (en forme d’études rythmiques)
- Des accords sur la guitare (500 positions)
- Collection « la guitare » (Éditions Billaudot)
  - Hechizo
  - Isa
  - Vendée–Vengé (7 microsketches)
  - 10 Diverti-études
  - 8 Études dans le style jazz
  - 9 Études dans le style jazz
- Collection « La guitare » (Éditions Billaudot)
  - La petite cloche - Arpège
  - Le petit poney
  - Valse triste
  - Coucher de soleil
  - Mélancolie
  - Suite vendéenne
  - Isa
- Diabolo menthe
- Grenadine
- Carillon
- Isabelita
- Rêve étrange
- À quoi rêvent…
- Clins d’œil en Jazz (8 études)
- Clins d’œil en Jazz (9 études)
- Cinq danzas (pseudo. M. Parison)
- Extrait de la méthode (Six cordes… une guitare vol. 2)
  - Rêve exotique
  - Bacchiana
  - Prélude
  - Eclipse
  - Divertimento
- Toccata
- Extrait des recueils « Les classiques à la guitare » (vol. 1 et 2)
  - Villancico sureño
  - Nostalgia
  - Canción del enterriano (pseudo Yupanqui)
  - Querencia
  - Tempo de milonga
  - Camino desconsolador
  - Thème andin
  - Chôrino

### Autres éditeurs
Productions d'Oz, Québec
- Guitare  
  - Concerto Andalusí
  - Pensées intimes (1. Lullaby for Yumi ; 2. Nana para Lilian ; 3. María Rosa ; 4. Canción de cumpleaños ; 5. Love song)
  - Fundación Segovia (1. Museo ; 2. Barcarola ; 3. Danza andaluza)
  - Luz de Linares (en hommage à Estudio sin luz, d'Andrés Segovia)
  - 17 Mini sketches
  - Images enfantine
  - Les 4 saisons du choro (1. Printemps ; 2. été ; 3. automne ; 4. hiver)
  - 5 Valses, (Dédiées à Arnaud Dumond)
  - 14 Mini-préludes
  - 6 Mini valses
  - Romance for love
  - Toccata
  - Guitarist's week
  - Guitarist's Calendar
  - Gamineries, 13 pièces pour débutants
  - Suite latino
  - Fragancia de Andalucía
  - Calles de Granada
  - Del Albaicín al Sacromonte
  - 6 couleurs pour 6 cordes
  - Habanera 2020
  - Otros caminos
  - Petite suite médiévale
  - 4 Impromptus
- flûte et guitare
  - Paraná
  - Hommage au Siècle d'Or
  - 10 Mini duos
  - 3 Norcturnos de Granada
  - Concerto pour un gentilhomme
  - Encuentro en Granada
  - Choro 2020
  - Habanera 2020
- Duo de guitare
  - Primeros pinitos
  - 7 aventures à 2
  - Paradisíaco
- Trio de guitare
  - Paseo por Sevilla
  - Trio Albolote
  - Mi minueto favorito
  - 4 Minuetos
  - Sonate en trio
  - Mais, que dit mon trouvère ?
  - À la manière de… / Menuet
- Quatuor de guitare
  - Amadeus
- Quintette de guitare
  - Suite enfantine
  - Flûte  et  quatuor de guitare
  - Dulces cuevas de Guadix
- Flûte guitare et violoncelle
  - Adagio favorito
- Violon et quatuor de guitare
  - Suite accitana
  - Soir d'été à Grenade
- Violoncelle et guitare
  - Comme une prière
  - Recuerdos de Cádiz
  - Piano et guitare
  - 3 Contes de grand-mères

Éditions Sempre Più, Paris
- Parfum d'automne

Éditions musicales transatlantiques
- 14 Mini-études
- Facilissimo (10 pièces)
- Satinade

Éditions Dubois
- Para  ti : Canción • Danza
- 6 couleurs sur la guitare (Mi - Jaune ; La - Rouge ; Ré - Vert ; Sol - Bleu ; Si - Rose ; Mi - Orange)
- En recuerdo (La guit’art)

Éditions Hortensia-Leduc
- Interlude

Revue de guitare espagnole « Ocho Sonoro »
- Ocho Sonoro
- Carnaval
- Canción y Danza
- Nostalgia
- Campanas
- Habanerita
- Poesía
- Paseo

### Musique de chambre
Duos de guitare
- Les nouveaux duos classiques (Éditions Combre-Lemoine)
  - E Z Jazz
  - Recordando
  - Folk danse
  - Malagueña
  - Spleen
  - Variations sur la Folía

Flûte et guitare (Éditions Billaudot)
- Ibériade
- Al-Andalus
- Leyenda
- Medina
- Guadalquivir

Guitare et quatuor a cordes (Six cordes… une guitare vol. 2)
- En ce temps-là

### Collection flûte et guitare (éditions Billaudot)
- Pièces anonymes
  - Canción de Amor
  - Suite populaire espagnole (extraite du folklore)
- Tomaso Albinoni
  - Sonate en la mineur
- Thoinot Arbeau
  - Quatre Danses médiévales
- Jean-Sébastien Bach
- Sicilienne et menuets
  - Sonate en do majeur, BWV 1033
- Bach et Georg Friedrich Haendel
  - Deux largos
- Ludwig van Beethoven
  - Sonatine
- Luigi Boccherini
  - Menuet
- Theobald Boehm
  - Nel cor più
- Joseph Bodin de Boismortier
  - Sonate en la mineur
- Ferdinando Carulli
  - Sérénade
- Frédéric Chopin
  - Variations
  - Valse op. 64 no 1
- Domenico Cimarosa
- Sonate
- Arcangelo Corelli
  - Sonate en mi mineur
- Michel Corrette
  - La servante au bon tabac
- Divers
  - 7 pièces Elizabéthaines
  - Pièces classiques (3 volumes)
- John Dowland
  - Volumes 1 et 2
- Joseph-Hector Fiocco
  - Allegro
- Kaspar Fürstenau
  - Suite de danses
- Josep Gallés (es)
  - Sonate
- Christoph Willibald Gluck
  - Ballet d’Orphée et gavotte
- François-Joseph Gossec
  - Gavotte et tambourin
- Enrique Granados
  - Danza espanola nº 5
- P. Gragniani
  - Sonate nº 2 op. 8
- Mauro Giuliani
  - Thème, variations et menuet
- Georg Friedrich Haendel
  - Concerto en si  majeur
  - Sonate en la mineur op. 1 no 4
  - Sonate en mi mineur
  - Sonate en ré op. 5 no 2
  - Petite suite de danses
- Joseph Haydn
  - Sonate en do
  - Cassation
- Jean-Baptiste Lœillet
  - Sonate en la mineur
  - Sonate en mi mineur
- Jean-Baptiste Lully
  - Les ballets du Roi
- Benedetto Marcello
  - Sonate en sol
- Jean-Maurice Mourat
  - Ibériade
  - Al-Andalus
- Wolfgang Amadeus Mozart
  - Divertimento
  - Sonate en do
- Josef Mysliveček
  - Sonate en ré majeur
- Niccolò Paganini
  - Sonate I (extrait de Centone di Sonate)
- Giovanni Battista Pergolesi
  - Sicilienne
- Henry Purcell
  - Suite de danses
- Gioachino Rossini
  - Danza
- Giovanni Battista Sammartini
  - Sonate en fa
- Scheidler C.G.
  - Sonate en ré majeur
- Franz Schubert
  - Moment musical
  - Sérénade
- Georg Philipp Telemann
  - Sonate en do majeur
  - Sonate en ré mineur
- Antonio Vivaldi
  - Concerto en sol mineur
  - Sonate en la (F XV no 4)